# 石瀬素行
石瀬 素行（いしぜ もとゆき、1969年〈昭和44年〉7月20日 - ）は、日本の外交官。

## 人物
富山県出身。1992年3月に東京大学法学部第二類卒業後、外務省入省。在ロシア大使館公使、大臣官房審議官（総括担当） 兼 大臣官房公文書監理官等を経て、2024年1月より国際情報統括官を務める。

## 略歴
- 平成4年4月　外務省入省
- 平成17年7月　国際連合日本政府代表部 一等書記官
- 平成21年1月　国際連合日本政府代表部 参事官
- 平成21年7月　経済協力開発機構日本政府代表部 参事官
- 平成23年5月　在ロシア日本国大使館 参事官
- 平成25年7月　内閣官房内閣参事官（内閣官房副長官補付）内閣官房TPP政府対策本部
- 平成27年12月　外務省領事局海外邦人安全課長
- 平成30年8月　在ロシア日本国大使館 参事官
- 平成31年1月　在ロシア日本国大使館 公使
- 令和3年9月　大臣官房審議官
- 令和4年9月　大臣官房審議官（総括担当） 兼 大臣官房公文書監理官
- 令和6年1月　国際情報統括官[2]

## 同期
- 池上正喜（23年大臣官房審議官（欧州局担当））
- 金井正彰（24年国際法局長）
- 片平聡（23年経済局長）
- 北村俊博（23年大臣官房審議官（中東アフリカ局、中東アフリカ局アフリカ部、国際協力局、地球規外模課題担当））
- 熊谷直樹（24年大臣官房審議官（Ｇ７外相会合、貿易大臣会合準備事務局長、総合外交政策局、領事局担当））
- 高田真里（21年在重慶総領事）
- 中村和彦（24年地球規模課題審議官・22年大臣官房審議官）
- 中村仁威（24年軍縮不拡散・科学部長、国際法研究者）
- 中村亮（23年アジア大洋州局南部アジア部長）
- 西永知史（23年大臣官房審議官（総合外交政策局担当））
- 原圭一（23年ジブチ大使）
- 別所健一（23年ミュンヘン総領事）
- 宮下匡之（24年儀典長・24年大臣官房審議官（総括担当）兼大臣官房公文書監理官）